# Neue Nationalgalerie
La Neue Nationalgalerie (letteralmente «nuova galleria nazionale», in contrapposizione alla Alte Nationalgalerie, «vecchia galleria nazionale») è un museo di Berlino destinato, dalla sua istituzione, ad occuparsi dell'arte del ventesimo secolo. Il museo si trova nel Kulturforum ed è considerato, insieme alla Gemäldegalerie e al Kunstgewerbemuseum, uno dei più importanti musei siti nell'area. L'edificio è stato progettato da Ludwig Mies van der Rohe e fu inaugurato nel 1968.

## Architettura
Nel 1962 van der Rohe riceve l'incarico di progettare un nuovo museo che si occupi di raccogliere opere d'arte del ventesimo secolo. L'edificio venne inaugurato nel 1968, un anno prima della morte dell'architetto, ed è stato il primo museo ad essere costruito nell'area che poi diverrà il Kulturforum. Nelle immediate vicinanze si trovano la Staatsbibliothek e la Philharmonie Berlin progettate da Hans Scharoun.
L'edificio è costruito interamente in acciaio e vetro: l'acciaio del tetto e dei supporti che lo sorreggono e il vetro delle pareti. Si ha così l'impressione che il tetto galleggi nell'aria. Lo spazio espositivo è ubicato nel sottosuolo, mentre il piano terra è destinato al punto vendita e a mostre temporanee. Le pareti vetrate fanno sì che la luce penetri completamente all'interno dell'edificio, in modo da tenere fuori l'oscurità. Sul soffitto, costruito come un'enorme griglia di metallo scuro, sono installati schermi LCD che riproducono soggetti astratti che scorrono per la loro intera lunghezza. Questa combinazione, ovvero l'illuminazione naturale esterna (non proveniente dall'alto) e il senso di movimento continuo che viene suggerito dagli schermi LCD, vuole sottolineare la peculiarità delle opere che sono esposte al piano inferiore.
Allo stesso tempo, la linearità geometriche delle forme dà un senso di sollievo e non di oppressione.

## Collezione

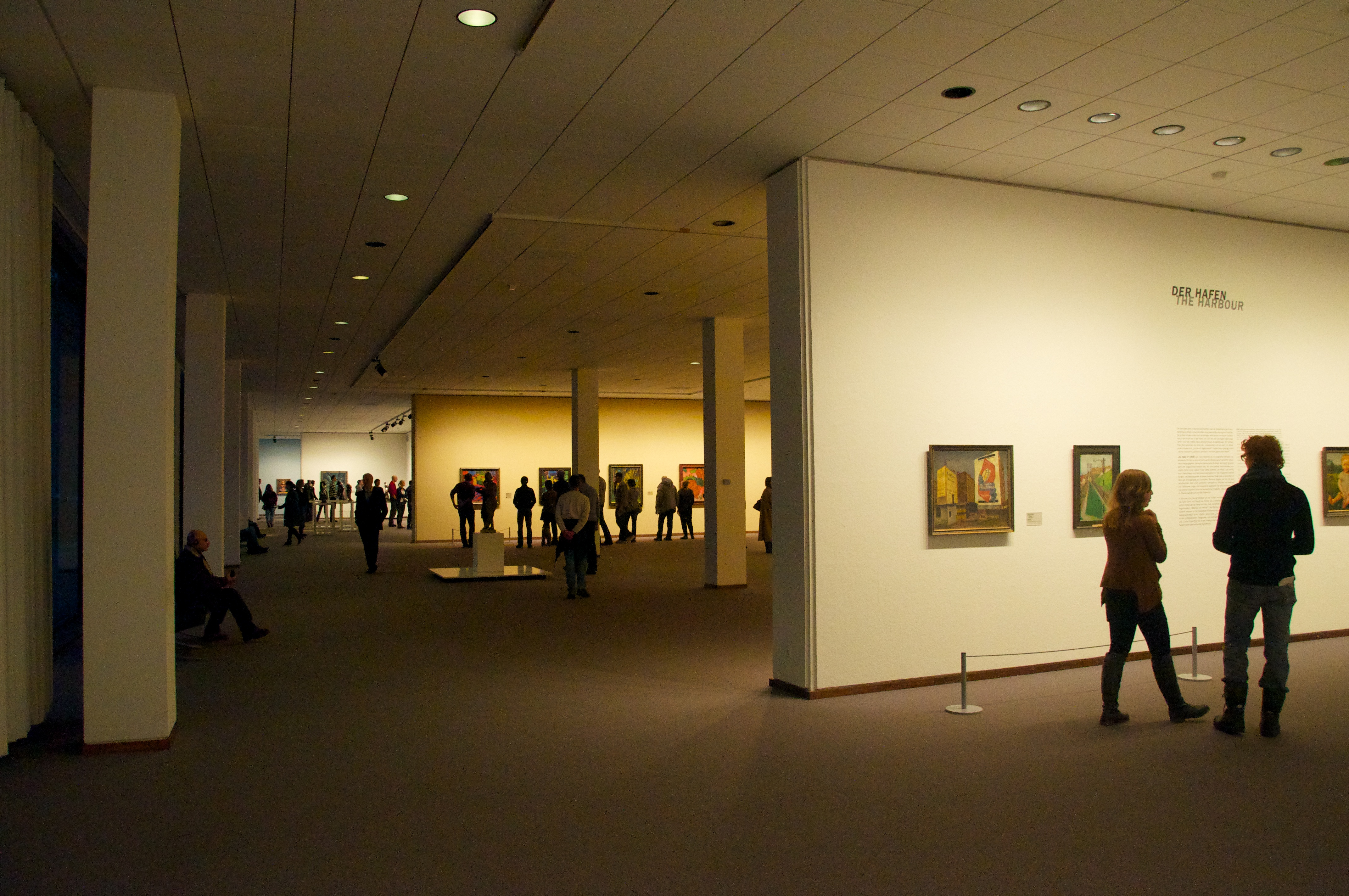
Gli interni dove viene ospitata la collezione stabile

La collezione d'arte moderna del museo ha una lunga e travagliata storia. Il nucleo centrale di tale collezione sono i dipinti che il banchiere Wagener, nel 1870, lasciò al principe Guglielmo. Quest'ultimo li fece conservare nella Alte Nationalgalerie sull'Isola dei Musei. Con l'avvento del regime nazista, molte opere dell'ormai accresciuta collezione furono confiscate. Dopo la Seconda Guerra Mondiale, le autorità politiche di Berlino decisero di far costruire un museo che raccogliesse tali opere.
La collezione comprende opere del tardo ottocento fino ad arrivare a tutto il novecento. Il museo ospita, fra l'altro, opere di Pablo Picasso, Paul Klee, Giorgio De Chirico, Salvador Dalí, Otto Dix, solo per citarne alcuni. All'esterno dell'edificio vi è il giardino delle sculture, che ospita un'enorme varietà di lavori, sia astratti che figurativi. La parte della collezione più recente ha trovato collocazione invece nel museo di arte contemporanea Hamburger Bahnhof.